# Mari Apache
Mariella Balbuena Torres (19 de octubre de 1979) es una luchadora profesional mexicana, más conocida bajo el nombre de Mari Apache. Es la hija del Gran Apache, entrenador de luchadoras de México.
Fue dos veces Campeona Mundial de Parejas Mixtas de AAA, una vez Campeona Reina de Reinas de AAA y una vez Campeona Mundial de Tercias de AAA.

## Carrera

### Inicios (1996-2007)
Entrenó con su padre Mario Balbuena González, más conocido como Gran Apache, que es uno de los entrenadores más prolíficos de luchadoras de México. Hizo su debut en 1996, a la edad de 17 años, trabajando bajo el nombre de Princesa Apache, interpretando al personaje de su padre en el Nativo Americano.
Poco después de Guerra de Titanes, Torres dejó AAA, dando el carácter de "Lady Venum" a su hermana menor Fabiola Balbuena Torres, mientras que adoptaba el nombre de anillo de Mari Apache. 
Viajó a Japón para ganar más experiencia, luchando por una variedad de promociones femeninas japonesas, como All Japan Women Pro-Wrestling, Gaea Japan y ARISON. En ARISON Mari Apache derrotó a Chaparita Asari el 15 de marzo de 2000 para ganar el Sky High del campeonato de ARISON. Apache perdió su título contra Ayako Hamada el 12 de agosto de 2000 durante un evento de ARISON en Nagoya, Japón.

### Asistencia, Asesoría y Administración / Lucha Libre AAA Worldwide (2007-presente)
Regresó a México y comenzó a trabajar a tiempo completo para AAA en 2007. Durante la rivalidad entre familia, el 30 de noviembre de 2007, durante la Guerra de Titanes de 2007, Gran y Mari Apache derrotaron a Billy Boy y Faby Apache, Espíritu y La Diabólica y Ayako Hamada y Niebla en una lucha de cuatro esquinas para ganar el vacante Campeonato Mundial en Parejas Mixto de AAA. La pareja defendería con éxito el título contra el equipo de Super Caló y Rossy Moreno.. Durante la primavera de 2008, la rivalidad entre Gran Apache y Billy Boy evolucionó en Faby Apache luchando con Mari Apache, dividiendo a la familia. Gran Apache y Mari Apache defendieron con éxito el título del equipo de etiqueta mixta contra Faby Apache y Billy Boy el 20 de abril de 2008. La rivalidad entre las hermanas fue también el argumento dominante del torneo Reina de Reinas 2008.
En la final, su hermana menor Faby Apache derrotó a Mari y Ayako Hamada para ganar el torneo de 2008. La rivalidad entre las hermanas terminó en Triplemanía XVI, donde fue derrotada por Faby Apache en una luchas de apuestas, perdiendo su cabellera.
A finales de 2008, Gran Apache y Mari defendieron con éxito su Campeonato Mundial en Parejas Mixto de AAA contra los hermanos Moreno (El Oriental y Cinthia Moreno), pero no fue capaz de derrotarlos por cuarta vez, ya que perdieron el Campeonato Mundial en Parejas Mixto de AAA en Verano de Escándalo el 14 de septiembre de 2008.
Mari, Faby y Cynthia Moreno se enfrentaron a Sexy Star, Rain y Christina Von Eerie durante el Rey de Reyes, una lucha que Moreno ganó por su equipo al atrapar a Star.

### World Wonder Ring Stardom (2017-presente)
En 2017, Apache se mudó a Japón, donde comenzó a trabajar regularmente para World Wonder Ring Stardom. También se anunció que su hija Natsumi había comenzado a entrenar en la lucha libre profesional y debutaría en Japón. El 13 de agosto, Apache derrotó a Shanna ganando el Campeonato de High Speed.  El 24 de septiembre, Apache hizo su primera defensa exitosa del título contra Hiromi Mimura. El 24 de diciembre, Apache derrotó a Starlight Kid por su segunda defensa exitosa del título.
El 21 de enero de 2018, en el séptimo aniversario de Stardom, Apache derrotó a Kay Lee Ray por su tercera defensa exitosa del título. Apache hizo equipo con su hermana Faby Apache el 31 de marzo, cuando desafiaron sin éxito a Hana Kimura y Kagetsu por su Campeonato de las Diosas de Stardom.

## En lucha
- Movimientos finales
  - Michinoku Driver II
  - Senton bomb
  - Sitdown powerbomb
- Movimientos de firma
  - Axe kick
  - Brainbuster
  - Electric chair drop
  - Lariat
  - Mexican surfboard
  - Spinning heel kick
- Apodos
  - La Voradora de la Mundo[5]

## Campeonatos y logros
- Lucha Libre AAA Worldwide
  - Campeonato Mundial en Parejas Mixto de AAA (2 veces) – con Gran Apache y Halloween
  - Campeonato Reina de Reinas de AAA (1 vez)
  - Campeonato Mundial de Tríos de AAA (1 vez) – con Gran Apache y Faby Apache
  - Lucha Libre World Cup (2016): (1 vez, junto a Faby Apache y Lady Apache)

- World Wonder Ring Stardom
  - High Speed Championship (1 vez)

- Pro Wrestling Illustrated
  - Situada en el N°75 en el PWI Female 100 en 2018